# Яни (имя)
Я́ни (библейское имя יחנן Iōḥānān, Iěhōḥānān в буквальном переводе «будет помилован». В данном контексте — «Яхве (Бог) смилостивился», «Яхве (Бог) помиловал») — распространённое болгарское, греческое мужское имя. Старинная форма: Йоан.

## Соответствия
У других народов имени Иван соответствуют имена
- Вано (груз.)
- Джованни, Джанни (итал.) Giovanni
- Жан (фр.)
- Жуан (португ.)
- Иво (хорв.)
- Иоанн, Иоханан (црк.-слав.)
- Йоан
- Йенс (швед., норв.)
- Йонас (лит. 'Jonas')
- Ованес (арм.)
- Ханс, Иоганн(ес), Йохан (нем.)
- Хуан (исп.)
- Юанна (араб.)
- Юхан (фин., эст.)
- Ян (польск., чешск.)
- Яни (болг.)
- Янис (лат.)
- Янка